# Romeo Stavarache
Romeo Stavarache (n. 22 iulie 1962, Focșani) a fost primarul municipiului Bacău din anul 2004 până in 2016.
A absolvit Facultatea de Ingineria Materialelor la Institutul Politehnic București în anul 1987. Între 1987 și 1994 a fost inginer la Aerostar SA Bacău, iar din 1994 până în 2004 a fost manager la Prod Cresus SA și unde este acționar cu 55% din acțiuni.. A fost medaliat de mai multe ori pentru diverse invenții în domeniul tratării materialelor textile, fiind titularul a 16 brevete de invenții în acest domeniu.
În anul 2004 a fost ales primar pe listele PUR. După înscrierea sa în PNL a devenit președinte al organizației județene Bacău a Partidului Național Liberal și membru în Comitetul Executiv Național al PNL.

## Controverse
Pe 3 aprilie a fost trimis în judecată de procurorii DNA, pentru tentativă la abuz în serviciu, într-un dosar legat de repartizarea unei locuințe către un subaltern.
Pe 16 iunie 2014, Romeo Stavarache a fost pus sub urmărire penală de Parchetul Judecătoriei Bacău, deoarece Primăria nu i-a dat lui Vasile Botomei autorizație de funcționare pentru spațiile Bartolo, deși acesta avea o decizie a instanței, care obliga municipalitatea în acest sens.
Romeo Stavarache a ajuns după gratii, pe 1 iulie 2014, alături de Liviu Goian, patronul televiziunii 1 TV Bacău, și Liviu Cenușă, vărul edilului și proprietarul publicației „Ziarul de Bacău“.
Aceștia sunt judecați, începând cu 25 iulie, pentru cinci cazuri diferite în care ar fi încasat 2,39 milioane de lei șpagă.
Pe 29 iulie 2014, Romeo Stavarache, a fost acuzat de ziarul Adevărul că a atribuit fără licitație lucrări suplimentare realizate pe bani europeni pentru construirea unui pasaj subteran care urmează să lege două cartiere.

## Condamnare penală
Romeo Stavarache, fostul primar al Bacăului timp de trei mandate, a fost condamnat la patru ani de închisoare și interzicerea unor drepturi timp de trei ani pentru luare de mită, în noiembrie 2017.